# Biomarker
Biomarker je mjerljiva promjena parametara bioloških sustava (izgrađenih od organskih i neorganskih tvari, koji se prate pomoću biomonitoringa. 
Biomarkeri su karakteristični biološki indikatori koji se koriste za identifikaciju fizičkih oštećenja ili poremećaja fizioloških procesa kod ljudi i životinja (često preko praćenja indirektnih promjena). Povijesno gledano, razni biomarkeri, kao i „markeri-mamaci“, su korišteni za praćenje funkcionalnih promjena, uključujući i radioaktivne izotope, stabilne izotope, masne kiseline i sl. 
Zahvaljujući biomarkerima danas se uspješno prate i biomonitoringom identificiraju mnoge promjene kod životinja i čovjeka primjenom minimalno invazivnih tehnika. Ove metode postaju sve značajnije za proučavanje, ne samo promjena, već i interakcija između divljih i domaćih životinja, čovjeka, biljnog svijeta i životne sredine.
Veličinu opasnosti i rizika od pojedinih materija u prirodi i životnoj sredini ne karakteriziraju samo njihova koncentracija, već i njihova bioraspoloživost. Do sada najpouzdaniji način određivanja tih opasnosti i rizika je transpolacija i interpretacija rezultata biomonitoringa u sprezi s drugim, klasičnim oblicima monitoringa. 